# Cantone di Boulay-Moselle
Il Cantone di Boulay-Moselle è una divisione amministrativa dell'arrondissement di Boulay-Moselle.
A seguito della riforma approvata con decreto del 18 febbraio 2014, che ha avuto attuazione dopo le elezioni dipartimentali del 2015, è passato da 33 a 31 comuni.

## Composizione
I 33 comuni facenti parte prima della riforma del 2014 erano:
- Bannay
- Bettange
- Bionville-sur-Nied
- Bisten-en-Lorraine
- Boucheporn
- Boulay-Moselle
- Brouck
- Condé-Northen
- Coume
- Denting
- Éblange
- Gomelange
- Guerting
- Guinkirchen
- Ham-sous-Varsberg
- Helstroff
- Hinckange
- Holling
- Mégange
- Momerstroff
- Narbéfontaine
- Niedervisse
- Obervisse
- Ottonville
- Piblange
- Roupeldange
- Téterchen
- Valmunster
- Varize
- Varsberg
- Velving
- Volmerange-lès-Boulay
- Zimming

Dal 2015 i comuni appartenenti al cantone sono i seguenti 31:
- Bannay
- Bettange
- Bionville-sur-Nied
- Bisten-en-Lorraine
- Boulay-Moselle
- Brouck
- Condé-Northen
- Coume
- Creutzwald
- Denting
- Éblange
- Gomelange
- Guerting
- Guinkirchen
- Ham-sous-Varsberg
- Helstroff
- Hinckange
- Mégange
- Momerstroff
- Narbéfontaine
- Niedervisse
- Obervisse
- Ottonville
- Piblange
- Roupeldange
- Téterchen
- Valmunster
- Varize
- Varsberg
- Velving
- Volmerange-lès-Boulay